# Pečeneg Ilova
Pečeneg Ilova (szerbül: Печенег Илова), település Bosznia-Hercegovinában, a Bosanska Krajina és a Bosanska Posavina közötti átmeneti területen, Prnjavor község területén, a Szerb Köztársaságban. 

## Fekvése
Bosznia-Hercegovina északi részén, Banja Lukától légvonalban 45, közúton 77 km-re északkeletre, községközpontjától légvonalban 13, közúton 17 km-re északra, a Motajica-hegységtől délre, az Ilova felső folyásától keletre, 150-285 méteres tengerszint feletti magasságban fekszik. A falu részben szórvány jellegű. Északi részén a házak bokorszerűen csoportosulnak, míg a déli részen az utak mentén sorakoznak. Településrészei: Jovanići, Kneževići, Maleševići, Pečeneg Ilova és Sarići.

## Népessége
| Nemzetiségi csoport | Népesség 1991 | Népesség 2013 |
| ------------------- | ------------- | ------------- |
| Szerb               | 1274          | 871           |
| Bosnyák             | 0             | 0             |
| Horvát              | 3             | 3             |
| Jugoszláv           | 1             | 0             |
| Egyéb               | 9             | 1             |
| Összesen            | 1287          | 875           |

## Története
A falu Velika Ilova település Pečenegovci nevű részéből alakult ki. Nevét egykori uráról, egy török bégről kapta. A térség 1878-ig tartozott az Oszmán Birodalomhoz, ekkor a berlini kongresszus határozata alapján az Osztrák-Magyar Monarchia része lett. 1910-ben a Prnjavori járáshoz tartozó településen 107 háztartást, 710 ortodox és 2 muszlim lakost találtak. A monarchia szétesésével 1918-ban előbb a Szerb-Horvát-Szlovén Királyság, majd 1929-től a Jugoszláv Királyság része. Az 1929-es törvény értelmében, amikor Bosznia-Hercegovinát négy banovinára, Drinskára, Vrbaskára, Zetskára és Primorskára osztották, a település a Vrbaska banovina része lett, amelynek székhelye Banja Luka volt Jugoszlávia megszállása után a Független Horvát Állam (NDH) része lett. A második világháború után a település a szocialista Jugoszláviához tartozott. A daytoni békeszerződést követő területfelosztásnál a település Prnjavor község részeként a Szerb Köztársaság területéhez került.

## Oktatás
Szent Száva Általános Iskola